# شهرستان عجب‌شیر
شهرستان عجب‌شیر در ۸۵ کیلومتری مرکز استان آذربایجان شرقی (تبریز) و در کنار دریاچه ارومیه قرار دارد. مرکز این شهرستان، شهر عجب‌شیر می‌باشد. جمعیت این شهرستان بر اساس آمار جمعیت که در ۱۳۹۰ جمع‌آوری شده، ۶۶٫۷۴۶ نفر می‌باشد. زبان مردمان این شهرستان ترکی آذربایجانی است و اقلیت (اغلب در بخش شیشوان) و ترکهای علوی (اغلب در روستای گل تپه و بخشی از شیراز و گوروان) در این شهرستان زندگی می‌کنند.
شهرستان عجب شیر در جنوب غربی استان قرار گرفته و با توجه به داده‌های باستان‌شناسی و با در نظر گرفتن این نکته که اکثر تمدن‌ها و فرهنگ‌ها در کنار رودخانه‌ها و آب بوجود آمده‌اند این شهرستان هم از این قاعده مستثنی نیست و رودخانه قلعه چای هم در واقع شاهرگ حیاتی این شهرستان از هزاره‌های قبل از میلاد تا حال بوده‌است و وجود غارها و پناهگاه‌های صخره‌ای دال بر زندگی انسان غارزی در این منطقه می‌باشد که تعدادی از آنها شناسایی و به ثبت ملی رسیده‌است و بسیاری شناسایی شده وغیر ثبتی هستند.
علاوه بر آن وجود تپه‌ها و محوطه‌های باستانی که بر اساس داده‌های باستان‌شناسی قدمت آنها به دوره کالکولتیک (مس وسنگ) می‌رسد تپه‌های گل تپه، سیچان تپه، تیکان تپه، و….
آنچه ما به صورت کتبی از تاریخچه شهرستان می‌توانیم به آن اشاره نماییم کتیبه اورارتویی جوان قلعه در ۸ کیلومتری مرکز شهرستان در شهر جدید جوان قلعه که فتح نامه ای مربوط به آرگیشتی اول از پادشاهان اورارتو می‌باشد که در آن کتیبه به سرزمین آرسیتا اشاره شده‌است (۷۵۳–۷۸۵)ق. م. این کتیبه هم از نظر تاریخی وهم از نظر اهمیت منطقه خبر می‌دهد و همچنین به گور دخمه قبرلی کوهل ینگجه می‌توان اشاره کرد.
در دوره‌های بعدی، دورهٔ تاریخی می‌توان به وجود پنج قلعه تاریخی با قدمت‌های اشکانی وساسانی تا دوره اسلامی اشاره نمود.
از دوره اسلامی می‌توان به وجود مساجد چوبی زیبا مثل شیرلوی عجب شیر قاضی شیشوان و حنفیه گوروان (قدیمی‌ترین مسجد چوبی جنوب استان باقدمت ایلخانی) و دیزج شیشوان (غیرثبتی) و امامزاده قاسم با قدمت سلجوقی-ایلخانی در کنار قبرستانهای دوره صفوی شیراز، زاویه، قوزلجه ودیزج حسن بیگ اشاره نمود.
اینها همه و همه گوشه‌ای مختصر از تاریخ این شهرستان می‌باشد.
عجبشیر همزمان با شهرستان‌های زنجان و کرج به بخش تبدیل شده‌است و تا سال ۱۳۷۹ یکی از بخش‌های شهرستان مراغه محسوب می‌شده و از آن سال به بعد، به شهرستان ارتقا یافته‌است.
۱–۲. تاریخچه تشکیل اداره میراث فرهنگی در شهرستان: تا سال ۱۳۸۵ هیچ دفتر یا نمایندگی میراث فرهنگی در شهرستان عجب شیر وجود نداشت و مستقیماً زیر نظر اداره میراث شهرستان مراغه اداره می‌شد.

## تقسیمات کشوری
در تقسیمات کشوری جدید ایران که در سال ۱۳۱۶ خورشیدی شکل گرفت، عجب‌شیر از دهستان‌های مراغه بود. به تصویب هیئت وزیران در ۲۰ آبان ۱۳۲۶، عجب‌شیر به بخش تبدیل و دهستان دیزج‌رود تابع آن شد. در تازه‌ترین تقسیمات کشوری شهرستان عجب‌شیر دارای دو بخش به نام‌های مرکزی (شامل دهستان‌های دیزجرود غربی و خضرلو) و قلعه‌چای (شامل دهستان‌های دیزجرود شرقی و کوهستان)، دو نقطه شهری به نام‌های عجب‌شیر و جوان‌قلعه و ۴۹ آبادی می‌باشد.
- بخش مرکزی شهرستان عجب‌شیر
  - دهستان خضرلو
  - دهستان دیزج‌رود غربی

شهر: عجب‌شیر
- بخش قلعه‌چای
  - دهستان دیزج‌رود شرقی
  - دهستان کوهستان

شهر: جوان‌قلعه

## موقعیت جغرافیایی
این شهرستان که در دامنه پیشکوه‌های سهند و کرانه دریاچه ارومیه قرار گرفته‌است، از شمال به شهرستان آذرشهر، از شرق به شهرستان مراغه، از جنوب به شهرستان بناب و از غرب به دریاچه ارومیه محدود است.

## جمعیت
بر اساس آمار جمعیت که در سال ۱۳۹۰ جمع‌آوری شده‌است، جمعیت شهرستان عجب‌شیر ۸۸۸۷۴ می‌باشد که ۶۶٫۲۸۰ نفر از آن در مرکز این شهرستان سکونت دارند.

## مناطق دیدنی
بندر رحمانلو در حدود پنج کیلومتری غرب شهر عجب‌شیر یکی از مناظر زیبای این شهرستان بندر رحمانلو می‌باشد که زیبایی خاصی به این شهرستان بخشیده‌است. مسجد جامع شیرلو مربوط به دوران صفویه از دیگر آثار تاریخی این شهرستان می‌باشد. قلعه ضحاک بین دو روستای بارازلو و ینگجه از مکان‌های دیدنی شهرستان عجب‌شیر است. مسجد حنیفه گوراوان معروف به مسجد محمد حنفیه در روستای گوراوان، مسجد قاضی شیشوان، خانه ارغندی واقع در شیشوان، قلعه ضحاک یا داش‌قلعه در ۲۸ کیلومتری شرق عجب‌شیر مربوط به دوره ساسانی، امامزاده سیدابوالقاسم در فاصلة ۲ کیلومتری شمال عجب‌شیر مربوط به دوره ایلخانی از نقاط تاریخی این شهرستان محسوب می‌شود و نیز روستای سرسبز و ییلاقی هرگلان واقع در دامنه کوه سهند که هم اماکن تاریخی همچون قیزقالاسی، غارهای خمره ای و قبرستان قدیمی مین آی دوزی؛ و هم از اماکن طبیعی همچون، آبشار مرتفع و همیشه جاری شوی شوی نام برد.

## وضعیت اقتصادی
شهرستان عجب‌شیر دارای زمین‌های حاصلخیز، پرمحصول و مستعد کشاورزی است. وجود تولیدات متنوع زراعی و باغی به ویژه سیب‌زمینی، پیاز، خربزه، سیب، گردو و بادام، وجود جمعیت دامی با ظرفیت بالا به ویژه در زمینه پرورش گاوهای دورگه، اراضی، باغات و دشت‌های وسیع باقابلیت حاصلخیزی بالا، محوریت سرمایه‌گذاری از اولویت‌های این شهرستان در بخش‌های کشاورزی، معدن و گردشگری است. این شهرستان دارای هفت معدن فعال و استخراج سه نوع ماده معدنی نمک آبی، سیلیس و گرانیت سبز می‌باشد.

## آب و هوا
این شهرستان در منطقه کوهستانی واقع شده و دارای تابستان‌های معتدل و زمستان‌های سرد و برفی می‌باشد. ارتفاع این شهرستان از سطح آزاد دریا ۱۴۷٫۸ متر بوده و دارای زمین‌های حاصلخیز و پرمحصول و مستعد کشاورزی می‌باشد و قسمتی از اراضی در نواحی دریاچه ارومیه در منطقه شوره‌زار و پست واقع شده‌است.